# Montelibretti
Montelibretti là một đô thị ở tỉnh Roma trong vùng Lazio, có cự ly khoảng 30 km về phía đông bắc của Roma trên sườn Monti Sabini.
Montelibretti giáp các đô thị: Capena, Fara in Sabina, Fiano Romano, Monterotondo, Montopoli di Sabina, Montorio Romano, Moricone, Nerola, Palombara Sabina.